# 開化寺
開化寺（かいげじ）は、中華人民共和国山西省太原市陽曲県にある仏教寺院。蒙山の麓にある。

## 歴史
開化寺は、北斉（550年-577年）の天保2年（551年）に創建された。
隋（581年-618年）の仁寿元年（601年）、浄名寺と改称。
唐（618年-907年）の高祖と高宗が詣で、開化寺と改称。
遼（916年-1125年）の乾寧2年（895年）は寺院を再建する。
五代の後晋（936年-946年）の開運2年（945年）、北平王劉知遠が先頭に立って出資し、寺院を再建。
北宋（960年-1127年）の淳化元年（990年）に両磚塔を建立。
2004年、山西省人民政府は仏寺を山西省文物保護単位に認定した。
2013年5月、中華人民共和国国務院は仏寺を全国重点文物保護単位に認定した。

## 伽藍
山門、天王殿、大雄宝殿、観音殿、地蔵殿、千仏殿、東殿、西殿、斎堂、廂房。